# Символ гуарани
Символ или знак гуарани (₲) — типографский символ, который входит в группу «Символы валют» (англ. Currency Symbols) стандарта Юникод: оригинальное название — Guarani sign (англ.); код — U+20B2. Используется для представления национальной валюты Парагвая — гуарани.
Характерные символы, выполняющие эти функции: ₲ • G • Gs. Кроме того, для краткого представления гуарани используются коды стандарта ISO 4217: PYG и 600.

## Начертание
Символ «₲» представляет собой заглавную латинскую букву «G», перечеркнутую одной вертикальной или диагональной линией. Конкретное начертание зависит от шрифта, использованного для вывода символа.
Символ образован от названия денежной единицы «гуарани» на испанском языке (исп. guaraní).

## Использование в качестве сокращения названий денежных единиц
Символ «₲» используется для представления национальной валюты Парагвая — гуарани.
Разновидности встречающихся сокращений гуарани — «G» и «Gs».